# آقای شگفت‌انگیز (فیلم)
آقای شگفت‌انگیز (انگلیسی: Mr. Wonderful) فیلمی در ژانر کمدی رمانتیک به کارگردانی آنتونی مینگلا است که در سال ۱۹۹۳ منتشر شد.

## بازیگران
- مت دیلون
- آنابلا شورا
- مری-لوئیز پارکر
- ویلیام هرت
- وینسنت دن آفریو
- لوئیس گازمن
- بروک آلتمن
- جیمز گاندولفینی
- بروک اسمیت
- بروس کیربی
- جسیکا هارپر
- رنی لیپین